# Jan Åman
Jan Erik Åman, född 23 februari 1960, är en svensk kurator.
Jan Åman startade i slutet av 1980-talet tidskriften Hype. Han var en i det team som tillsattes att starta konst- och arkitekturscenen Färgfabriken i Stockholm, som öppnade 1996, där han var chef 1996–2008 .
Han fick 2005 utmärkelsen "Årets estetiska entreprenör", ett stipendium som delades ut under tre års tid av Christo och Jeanne-Claude & Lilja Art Fund Foundation. År 2008 fick han, tillsammans med Färgfabriken, Sveriges Arkitekters kritikerpris, för att ha lyckats "driva och förnya arkitektur- och stadsbyggnadsdebatten i otraditionella former".